# Збірна Американського Самоа з футболу
Збі́рна Америка́нського Само́а з футбо́лу — національна футбольна команда, що представляє Американське Самоа на міжнародних змаганнях. Управляється Федерацією футболу Американського Самоа. Американське Самоа увійшло до ФІФА у 1998 році.
Станом на 28 листопада 2024 посідає 188-e місце у рейтингу футбольних збірних світу.

## Чемпіонат світу
- 1930 — 2002 — не брала участь у відборі
- 2006 — 2026 — не пройшла кваліфікацію

## Кубок націй ОФК
- 1970 —1983 — не брала участь
- 1996 —2012 — не пройшла кваліфікацію

## Тихоокеанські ігри
- 1983 — груповий етап
- 1987 — груповий етап
- 2007 — груповий етап

## Кубок Меланезії
- 1994 — 4-е місце
- 1998 — 5-е місце
- 2000 — 5-е місце

## Тренери
- Тіво Куммінгс (2000)
- Ентоні Ленгкілд (2001)
- Туноа Луі (2001–2002)
- Іян Крук (2004)
- Нетан Міз (2007)
- Девід Бранд (2007–2010)
- Руббен Люву (2010–2011)
- Лофі Лалогафуафуа (2011)
- Томас Ронген (2011–2012)
- Джуніор Мікаеле (2012–)